# NGC 4742
NGC 4742 (другие обозначения — MCG -2-33-32, UGCA 303, IRAS12490-1009, PGC 43594) — эллиптическая галактика (E4) в созвездии Девы.
Во внутренних 1,4 секундах дуги от центра имеет более резкий спад поверхностной яркости с расстоянием, чем во внешней части. В этой галактике есть несколько рентгеновских источника, включая два возможных ультраярких, с рентгеновскими светимостями 1,6⋅1039 и 9,6⋅1038 эрг/с, а ещё один находится в ядре, со светимостью 1,2⋅1039 эрг/с.
Этот объект входит в число перечисленных в оригинальной редакции «Нового общего каталога».